# Africa Addio
Africa Addio ist ein italienischer Dokumentarfilm aus dem Jahr 1966. Er wurde von Gualtiero Jacopetti und Franco Prosperi in Szene gesetzt. Er war aufgrund seiner schockierenden Gewaltdarstellung umstritten. Den Autoren wurde Rassismus vorgeworfen, weil der Film unter anderem von afrikanischen Nationalisten verübte Massaker und deren Opfer zeigte und Afrikaner damit in das Bild des „Wilden“ rückte, der ohne Kolonialmacht nicht auskäme. Die Musik im Film ist von Riz Ortolani und ist auch als Soundtrack erschienen.

## Handlung
Der Film zeigt die Phase der Dekolonisation in Ostafrika. Im Wesentlichen werden zwei Ereignisse in den Mittelpunkt gerückt: Der Mau-Mau-Krieg in Kenia und der Völkermord an arabischen Sansibaris während der Revolution von Sansibar. Außerdem zeigt der Film Plünderungen und Hinrichtungen während der Niederschlagung der Simba-Rebellion in der Demokratischen Republik Kongo.

## Rezeption
1966 erhielt der Film von der Deutschen Film- und Medienbewertung (FBW) in Wiesbaden das Prädikat wertvoll.
Der Filmkritiker Roger Ebert schrieb über den Film: „'Africa Addio' ist ein brutaler, unehrlicher, rassistischer Film. Er verleumdet einen Kontinent und mindert dabei gleichzeitig den menschlichen Geist. Und er tut dies, um uns zu unterhalten.“ Der Evangelische Film-Beobachter schrieb: „Die lautere Absicht der oft raffiniert ästhetischen Fülle von Grausamkeiten gegen Mensch und Tier bleibt ebenso zweifelhaft wie der dokumentarische Wert der recht einseitig ausgewählten Aufnahmen. Die richtige Bewältigung dieser journalistischen Reportage setzt neben einem sicheren Blick für echt und unecht auch Kenntnisse über den Umbruch des Kontinents aus anderen Quellen voraus.“
Regisseur Gualtiero Jacopetti stand aufgrund einer Szene, die eine Erschießung eines schwarzen Jungen beinhaltet, wegen Beihilfe zu dreifacher vorsätzlicher Tötung in Italien vor Gericht, wurde jedoch freigesprochen. Die Aufführung des Films führte in italienischen und bundesdeutschen Kinos 1966/1967 zu Protesten, bei denen ihm Rassismus vorgeworfen wurde.

### Protestaktion in Charlottenburg
In West-Berlin führte die Filmaufführung zur ersten konspirativ vorbereiteten Aktion des durch zahlreiche seit 1965 neu eingetretene Mitglieder radikalisierten Sozialistischen Deutschen Studentenbundes (SDS): „Am 2. August sprengen Fritz Teufel und Dutschke und etwa 50 deutsche und afrikanische Studenten eine Vorstellung des Films im Astor-Filmtheater am Kurfürstendamm. Teufel geht auf die Bühne, um dem Publikum die Aktion zu begründen.“ Es kam zu Tumulten, die Gruppe verwüstete das Kino, ließ mitgebrachte Mäuse frei, sodass weitere Aufführungen die nächsten Tage abgesagt wurden. Die Polizei nahm acht Studenten fest, der Schaden betrug 10.000 D-Mark (inflationsbereinigt etwa €23.515).
Eine vom SDS daraufhin angemeldete Demonstration wurde verboten. Als sich dennoch 500 Studenten vor dem Kino versammelten, versuchte die Polizei sie abzudrängen und verhaftete 43 Teilnehmer. Der Filmverleih setzte Africa Addio am 5. August vorläufig vom Programm ab. Eine Strafanzeige der Protestierer wurde vom Generalstaatsanwalt abgewiesen: „Selbst wenn der Film den Eindruck vermittle, dass die Angehörigen der schwarzen Rasse nicht fähig seien, sich selbst zu regieren und Staat und Kultur aufzubauen, ist dies keine strafbare Rassenhetze.“

## Auszeichnungen
- 1966 David di Donatello Filmpreis für die beste Produktion